# 变结构控制
变结构控制（Variable structure control、VSC）是一種不连续的非線性控制，會用高頻切換的方式來調整非線性系統的动態。其状态反馈的控制律不是時間的连续函数，會在幾個連續函數之間進行切換，因此控制器的結構會依其系統狀態所在的位置以及其軌跡而不同。变结构控制會在一些平滑的控制律之間切換，而且可能是很高速的切換。变结构控制以及相關的滑動模式特式最早是由蘇聯的Emelyanov等研究者在1950年代初期所提出的。
变结构控制的主要控制模式是滑動模式控制（SMC），其優點有：
- 對受控體參數不確定性的敏感度低
- 大幅縮減受控體動態建模的階數
- 有限時間內會收斂（因為非連續控制律的效果）

其缺點有：
- 在實際系統上會有高頻的切跳（chatter）。
- 過度注重不確定量的影響

有關滑動模式控制的研究仍是目前控制理論研究的熱門領域之一。

## 延伸閱讀
- Hasan K. Khalil.  3rd. Upper Saddle River, NJ: Prentice Hall. 2002  [2018-10-27]. ISBN 0-13-067389-7. （原始内容存档于2017-07-25）.
- Utkin, V.I. . Springer-Verlag. 1992. ISBN 978-0-387-53516-6.
- Zinober, A.S.I. (编). . London: Peter Peregrinus Press. 1990. ISBN 978-0-86341-170-0.
- Zinober, Alan S.I. (编). . London: Springer-Verlag. 1994. ISBN 978-3-540-19869-7. doi:10.1007/BFb0033675.